# Отцы-основатели США
Отцы́-основа́тели США (англ. The Founding Fathers) — группа американских государственных деятелей, сыгравших ключевую роль в основании и становлении американской государственности, в том числе в завоевании независимости и создании принципов новой политической системы. Некоторые историки включают в их число представителей Тринадцати британских колоний в Северной Америке, которые организовали и провели американскую революцию и создали США в качестве политиков, юристов, государственных деятелей, солдат, дипломатов или просто рядовых граждан.
В более узком смысле обозначает депутатов Второго Континентального конгресса, подписавших Декларацию независимости США, и Филадельфийский конвент, создавший Конституцию США. До конца XIX века они упоминались как «Основатели США» или как «Отцы США».
Историк Ричард Моррис в 1973 году выделил следующих семерых ключевых Отцов-основателей: Джон Адамс, Бенджамин Франклин, Александр Гамильтон, Джон Джей, Томас Джефферсон, Джеймс Мэдисон и Джордж Вашингтон. Трое из них (Гамильтон, Мэдисон и Джей) являются авторами «Записок Федералиста» — 85 статей в поддержку ратификации Конституции США.
Д-р Miguel Dantas da Cruz отмечал (в 2019): «Любого иностранца, посетившего США, поражает проникновение отцов-основателей в современную американскую культуру. О них всегда и под любым предлогом вспоминают... Насколько я знаю, ничего подобного нет ни в одной другой демократии». В ответ на что профессор-историк Джек Грин констатировал, что данная сакрализация «возникает из-за консервативной настойчивости в подчеркивании того, что называют историей наследия, являющейся одобрением национального нарратива, который не учитывает всех других людей не европейского происхождения, часто ранее эксплуатируемых или угнетаемых белыми». Дж. Грин также указывает, что нынешняя сакрализация Отцов-основателей есть относительно новое явление, восходящее к консервативным элементам эпохи Рейгана, полным решимости подорвать движение к более инклюзивной истории — подчеркивая большую роль белых в создании и управлении национальным правительством.

## Семь ключевых отцов-основателей
| № | Портрет | Имя                 | Характеристика |
| - | ------- | ------------------- | --- |
| 1 |         | Джон Адамс          | Первый вице-президент и второй президент США |
| 2 |         | Джордж Вашингтон    | Первый президент и главнокомандующий американскими войсками во время войны за независимость США |
| 3 |         | Александр Гамильтон | Лидер партии федералистов и выдающийся конституционный адвокат и философ |
| 4 |         | Джон Джей           | Первый председатель Верховного суда США, дипломат |
| 5 |         | Томас Джефферсон    | Автор Декларации независимости, второй вице-президент и третий президент США |
| 6 |         | Джеймс Мэдисон      | Четвёртый президент США, разработчик Конституции США |
| 7 |         | Бенджамин Франклин  | Учёный и политический деятель, один из идеологов Американской революции, единственный из отцов-основателей, подписавший все три документа, лежащих в основе образования США: Декларацию независимости, Конституцию и Версальский мирный договор |

## Списки прочих отцов-основателей

### Депутаты, подписавшие Декларацию независимости
Нью-Гэмпшир
- Джосайя Бартлет
- Уильям Уипл
- Мэтью Торнтон

Род-Айленд
- Стивен Хопкинс
- Уильям Эллери

Коннектикут
- Роджер Шерман
- Саэмюэл Гонтингтон
- Уильям Уильямс
- Оливер Уолкот

Нью-Йорк
- Уильям Флойд
- Филип Ливингстон
- Фрэнсис Льюис
- Льюис Моррис

Нью-Джерси
- Ричард Стоктон
- Джон Уизерспун
- Фрэнсис Хопкинсон
- Джон Гарт
- Авраам Кларк

Пенсильвания
- Роберт Моррис
- Бенджамин Франклин
- Бенджамин Раш
- Джон Мортон
- Джордж Клаймер
- Джеймс Смит
- Джордж Тэйлор
- Джеймс Уилсон
- Джордж Росс

Массачусетс
- Джон Адамс
- Сэмюэл Адамс
- Джон Хэнкок
- Роберт Трит Пейн
- Элбридж Герри

Делавэр
- Сизар Родни
- Джордж Рид
- Томас Мак-Кин

Мэриленд
- Сэмюэл Чейс
- Уильям Пака
- Томас Стоун
- Чарльз Каррол, из Карролтауна

Виргиния
- Джордж Уит
- Генри Ли Ричард
- Томас Джефферсон
- Бенджамин Гаррисон
- Томас Нельсон, младший
- Фрэнсис Лайтфут Ли
- Картер Бракстон

Северная Каролина
- Уильям Хупер
- Джозеф Хьюз
- Джон Пенн

Южная Каролина
- Ратледж, Эдвард[англ.]
- Томас Гейуард, младший
- Томас Линч, младший
- Артур Миддлтон

Джорджия
- Баттон Гвиннет
- Лайман Холл
- Дж. Уолтон

### Участники Филадельфийского конвента
Из 70 назначенных представителей штатов в работе Конвента приняли участие 55 делегатов.
| Нью-Гемпшир    | Николас Гилман, 32, купец Джон Лэнгдон, 44, купец | Массачусетс       | Элбридж Томас Герри, 43, купец Натаниэль Горам, 49, бизнесмен Руфус Кинг, 32, адвокат Калеб Стронг, 44, адвокат |
| Коннектикут    | Оливер Эллсворт, 24, адвокат Уильям Сэмюэл Джонсон, 60, адвокат Роджер Шерман, 67, адвокат | Нью-Йорк          | Александр Гамильтон, 32, адвокат Джон Лансинг, 33, адвокат Роберт Йетс, 49, адвокат |
| Нью-Джерси     | Дэвид Брерли, 42,адвокат Джонатан Дейтон, 26, адвокат Уильям Черчилль Хьюстон, 41, адвокат Уильям Ливингстон, 64, адвокат Уильям Патерсон, 44, адвокат                                            | Пенсильвания      | Джордж Клаймер, 48, бизнесмен Томас Фитцсимонс, 46, купец Бенджамин Франклин, 81, изобретатель Джаред Ингерсолл, 38, адвокат Томас Миффлин, 43, купец Говернер Моррис, 35, адвокат Роберт Моррис, 53, бизнесмен Джеймс Уилсон, 46, адвокат |
| Делавэр        | Ричард Бассет, 42, адвокат и плантатор Ганнинг Бедфорд, 42, адвокат Джейкоб Брум, 35, купец Джон Дикинсон, 55, адвокат Джордж Рид, 54, адвокат                                                    | Мэриленд          | Дэниэл Кэрролл, 57, плантатор Дэниэл Дженифер, 64, плантатор Лютер Мартин, 39, адвокат Джеймс Мак-Генри, 34, врач Джон Фрэнсис Мерсер, 28, плантатор                                                                                       |
| Вирджиния      | Джон Блэр, 55, адвокат Джеймс Мэдисон, 37, плантатор Джордж Мэйсон, 62, плантатор Джеймс Макклерг, 41, врач Эдмунд Рэндольф, 34, адвокат Джордж Вашингтон, 55, плантатор Джордж Уайт, 61, адвокат | Северная Каролина | Уильям Блаунт, 38, плантатор Уильям Р. Дэви, 31, адвокат Александр Мартин, 47, купец Ричард Доббс Спейт, 39, политик Хью Уильямсон, 52, врач                                                                                               |
| Южная Каролина | Пирс Батлер, 43, плантатор Чарльз Пинкни, 29, адвокат и плантатор Чарльз Коутсуорт Пинкни, 43, адвокат и плантатор Джон Ратледж, 48, адвокат и плантатор                                          | Джорджия          | Авраам Болдуин, 33, адвокат Уильям Фью, 39, адвокат Уильям Хьюстон, 32, адвокат Уильям Пирс, 48, купец |

### Другие лица
Следующие лица также упоминаются как имеющие право называться отцами-основателями Соединенных Штатов:
- Эбигейл Смит Адамс
- Итан Аллен
- Ричард Аллен[англ.]
- Джон Бартрам
- Эгберт Бенсон[англ.]
- Ричард Блэнд[англ.]
- Элиас Баудинот[англ.]
- Аарон Бёрр
- Джордж Роджерс Кларк
- Джордж Клинтон
- Тенч Кокс
- Альберт Галлатин
- Горацио Гейтс
- Натаниэль Грин
- Натан Хейл
- Джеймс Айрделл
- Джон Пол Джонс
- Генри Нокс
- Тадеуш Костюшко
- Жильбер Лафайет
- Генри Ли III
- Роберт Ливингстон
- Генри Лоуренс
- Уильям Маклай[англ.]
- Долли Мэдисон
- Джон Маршалл
- Филип Мазай
- Джеймс Монро
- Дэниэл Морган
- Джеймс Отис-младший
- Томас Пейн
- Эндрю Пикенс
- Тимоти Пикеринг
- Израэль Патнэм
- Граф де Рошамбо
- Томас Самтер[англ.]
- Хаим Соломон
- Фридрих Вильгельм фон Штойбен
- Джон Борлэз Уоррен
- Энтони Уэйн
- Ноа Вебстер
- Пейн Уингейт[англ.].